# Blatno u Jesenice (nádraží)
Blatno u Jesenice je železniční stanice v severozápadní části obce Blatno v okrese Louny v Ústeckém kraji nedaleko Tisového potoka. Leží na neelektrizovaných jednokolejných tratích Plzeň–Žatec a Rakovník – Bečov nad Teplou.

## Historie
Stanice byla otevřena 8. srpna 1873 při zahájení provozu trati společnosti Plzeňsko-březenská dráha (EPPK) v úseku z Plas přes Žabokliky do stanice Březno u Chomutova, čímž bylo dokončeno celistvé dopravní spojení s Plzní. Budova vznikla dle typizovaného stavebního vzoru.[zdroj?]
27. června 1897 otevřela společnost Místní dráha Rakovník-Bochov-Bečov trať v úseku z Rakovníku do Žlutic, odtud byla 20. listopadu 1898 trať prodloužena do Bečova nad Teplou. Z Bečova bylo pak možné pokračovat po nové dráze v severním směru na Karlovy Vary či v jižním na Mariánské Lázně. V Blatně vystavěla společnost vlastní staniční budovu dle typizovaného stavebního vzoru a rozšířila také kolejiště.[zdroj?]
Po zestátnění společnosti 1. července 1884 v Rakousku-Uhersku pak obsluhovala stanici jedna společnost, Císařsko-královské státní dráhy (kkStB), po roce 1918 pak správu přebraly Československé státní dráhy.[zdroj?]
Od října 2004 do května 2006 probíhala instalace dálkové ovládání zabezpečovacího zařízení tratě Plzeň−Žatec, v rámci které bylo v Blatně u Jesenice zřízeno dispečerské pracoviště, odkud je pomocí rozhraní JOP dálkově ovládání celkem 12 stanic vybavených stavědly ESA 11.

## Popis
Nachází se zde čtyři jednostranná nekrytá nástupiště, k příchodu na nástupiště č. 2, 3, 4 slouží přechod přes koleje.[zdroj?]